# Brouwerij De Smet
Brouwerij De Smet of Brouwerij De Smet - Van Den Berghe is een voormalige brouwerij gelegen  te Herzele en was actief van 1925 tot rond 1972.

## Geschiedenis
Eerst was de brouwerij gekend onder de naam R. Desmet-Vandenberghe Vve. en later in 1965 wijzigde men de naam en structuur naar Brouwerij De Smet PVBA.

## Bieren[1][2]
- De Smet Pils
- Duivelsbier
- Export
- Speciaal
- Speciale De Smet
- Tafelbier Blond
- Tafelbier Bruin
- Tonnenbier